# Andrena azerbaidshanica
Andrena azerbaidshanica là một loài Hymenoptera trong họ Andrenidae. Loài này được Lebedev mô tả khoa học năm 1932.